# L'Arlequin
Pour les articles homonymes, voir Arlequin (homonymie).
L'Arlequin est un cinéma parisien classé « art et essai » situé au 76, rue de Rennes dans le 6e arrondissement. Il fait partie de la société Dulac Cinémas, ex-Les Écrans de Paris. 

## Historique
Le cinéma, ouvert en décembre 1934, s'appelle alors le Cinéma-Lux car l'immeuble où il est installé appartient à EDF (lux en latin veut dire « lumière »). Il compte une salle de 500 places en sous-sol, climatisée, ce qui est un signe de modernité à l'époque, un foyer, un bar et la brasserie Lumina. Un large auvent couvre le trottoir.
Après un renommage en Lux-Rennes, Jacques Tati décide de reprendre la salle en 1962 et la rebaptise L'Arlequin en 1964. Il fait refaire la décoration par Georges Peynet et y réalise en 1964 la première projection de la deuxième version en couleur de Jour de fête. Le cinéma est ensuite exploité dans les années 1970 par Parafrance (circuit Paramount des frères Siritzky), qui rénove la façade et le hall.
De 1978 à 1993, la programmation de la salle est assurée par l’organisme d’exportation du cinéma soviétique par le biais de sa filiale française Les Films Cosmos (domiciliée rue d'Astorg, Paris 8e) afin de lui servir de vitrine, permettant de faire découvrir des réalisateurs comme Andreï Tarkovski ou Andreï Kontchalovski. Durant cette période, le cinéma se nomme Le Cosmos et programme principalement les films Sovexport russes, géorgiens et baltes.
Rénové et redevenu L'Arlequin en 1993, après la chute de l'URSS, le cinéma se réoriente vers une programmation art et essai. En plus de la grande salle désormais de quatre cents places, deux salles de cent places chacune sont ajoutées en 1998. Il est alors de l'un des rares cinémas parisiens équipés pour accueillir les malvoyants et les malentendants.  
Entre autres évènements, la salle programme tous les dimanches matin le Ciné-club, une émission de télévision de Claude-Jean Philippe, et accueille chaque année de nombreux festivals (le Festival du cinéma allemand ; Kinopolska, festival du film polonais ; Nollywood week ; Ouverture du panorama du cinéma colombien ; le Festival du cinéma brésilien, etc.).  
À partir de 2022, de nouveaux ciné-clubs font leur apparition dans ce cinéma : « Le Hurlequin », ciné-club du cinéma de genre animé par Nicolas Martin ; « Hommage au XXIe siècle », présenté par François Bégaudeau ; « Lost in Frenchlation », un ciné-club à destination des anglophones où des films français sont proposés avec des sous-titres anglais.  
Un espace bar, rénové en 2022, permet d'accueillir les spectateurs avant ou après les séances et lors des ciné-clubs pour des échanges informels avec les intervenants.

## Accès
L'Arlequin est desservi par la ligne 4 du métro de Paris, station Saint-Sulpice.